# Ameglia
Ameglia é uma comuna italiana da região da Ligúria, Província da Spezia, com cerca de 4.506 habitantes. Estende-se por uma área de 13 km², tendo uma densidade populacional de 347 hab/km². Faz fronteira com Lerici, Sarzana.

## Demografia
| Variação demográfica do município entre 1861 e 2011                               |
|                                                                                   |
| Fonte: Istituto Nazionale di Statistica (ISTAT) - Elaboração gráfica da Wikipedia |